# Masha i l'os
Masha i l'os (rus: Маша и Медведь; romanitzat: Maixa i Medved) és una sèrie de televisió d'animació russa destinada per a un públic de 3 a 7 anys. Creada per Oleg Kuzovkov i produïda per Animaccord Animation Studio, basada en la història popular infantil oral del mateix nom. La sèrie se centra en les aventures d'una nena anomenada Masha i el seu amic, l'os Mixka, que sempre la protegeix dels desastres.
A Catalunya es va emetre per primer cop al Canal Super3 el 19 d'abril de 2022.

## Argument
Molt lluny, en una caseta situada prop de la via del tren, viu una nena petita i molt inquieta que es diu Masha. La Masha viu amb el seu gos i amb diferents animals de granja: un porquet, una cabra, gallines... És molt riallera, i li agrada molt jugar amb els animals, però les bestioles no comparteixen el seu entusiasme i sovint s'amaguen d'ella. Un matí, seguint una papallona, acaba a casa d'un os que ha sortit a pescar. Malgrat que la Masha causa un gran desordre dins la casa, ella i l'os s'acaben fent amics. Sovint la Masha es fica en embolics i l'os intenta ajudar-la, però moltes vegades acaba sent víctima involuntària de les trapelleries de la menuda.
A cada episodi de la sèrie, la Masha és representada com una nena intel·ligent, amable, però entremaliada, que està explorant el món que l'envolta. Això causa moltes situacions divertides i entretingudes. L'os de bon cor sempre intenta treure les castanyes del foc a la Masha, però sovint acaba sent la víctima no desitjada de les seves entremaliadures. Hi ha diversos personatges secundaris a la sèrie, com per exemple el cosí de la Masha, en Dasha, un pingüí adoptat per l'os; un jove cadell de panda de la Xina, que és el cosí de l'os; dos llops que viuen en una vella ambulància UAZ; un tigre que solia treballar amb l'ossa al circ i una ossa. També hi ha altres personatges com la llebre, els esquirols, els eriçons, un porc que es diu Rosie, una cabra i un gos que viuen al pati de la Masha.

## Llista d'episodis

### Primera temporada
| Núm. total | Núm. de la temporada | Títol                                                                                     | Data d'estrena         | Data d'estrena a Catalunya |
| --- | -------------------- | ----------------------------------------------------------------------------------------- | ---------------------- | -------------------------- |
| 1 | 1                    | «Com es van conèixer» «Первая встреча»                                                    | 7 de gener de 2009     | 19 d'abril de 2022         |
| La Masha vol jugar amb els animals de casa seva, però tots s'amaguen perquè no els vegi. Cansada de buscar-los, comença a jugar amb una papallona i la segueix fins al bosc, on troba una caseta. Llavors, hi arriba l'os que hi viu i troba tota la casa desendreçada i la Masha saltant a sobre el llit. L'os prova de desempallegar-se de la nena, però quan al final se'n surt, comença a patir per si li ha passat res.  |                      |                                                                                           |                        |                            |
| 2 | 2                    | «No em desperteu fins a la primavera!» «До весны не будить!»                              | 8 de gener de 2009     | 19 d'abril de 2022         |
| Ha arribat el fred. L'os es prepara per hibernar i es posa a tancar casa seva ben tancada perquè mentre dorm, no entrin ni els caçadors ni la Masha. Però la nena entra igualment i el vol despertar. Avorrida, juga amb uns ruscos fins que les abelles la comencen a empaitar. L'os es desperta i la Masha li diu que té gana. Ell li prepara una mica de menjar i quan ja el té a punt, veu que la Masha s'ha adormit.     |                      |                                                                                           |                        |                            |
| 3 | 3                    | «Un, dos, tres, l'arbre de Nadal ja està encès!» «Раз, два, три! Ёлочка, гори!»           | 9 de gener de 2009     | 20 d'abril de 2022         |
| A l'os li agrada tant el Nadal que es desperta expressament per celebrar-lo. Treu la neu de l'entrada, decora la casa i espera que arribi el Pare Noel. Però qui arriba és la Masha, que ho enreda tot tant que fins i tot el Pare Noel té un accident! Perquè els animals de bosc no es quedin sense regals, la Masha i l'Os es posen a repartir els regals a cadascun.                                                      |                      |                                                                                           |                        |                            |
| 4 | 4                    | «De qui són, aquestes petjades?» «Весна пришла»                                           | 7 d'abril de 2009      | 20 d'abril de 2022         |
| Cau la primera nevada i la Masha, curiosa com sempre, comença a jugar amb la neu. Al final, desperta l'os i es posen tots dos a treure la neu que cobreix la casa. La Masha troba petjades d'animals i l'os li ensenya a distingir-les, però ella no és gaire bona alumna i el pobre os es torna boig mirant que n'aprengui. Al final, però, resulta que la nena no és tan mala alumna com semblava.                          |                      |                                                                                           |                        |                            |
| 5 | 5                    | «Saltant amb llops» «Ловись, рыбка»                                                       | 9 de setembre de 2009  | 21 d'abril de 2022         |
| Uns llops afamats que viuen al bosc volen segrestar la Masha i demanar a l'Os la seva nevera plena de menjar com a rescat. Però l'Os està encantat de perdre la Masha de vista una estona i no fa res. Mentrestant, la Masha els fa la vida impossible als llops fent-los de metge i posant-los injeccions. Al final, els llops acaben pagant un rescat a l'Os per desempallegar-se de la Masha.                              |                      |                                                                                           |                        |                            |
| 6 | 6                    | «Avui fem melmelada» «Ловись, рыбка»                                                      | 13 d'octubre de 2010   | 21 d'abril de 2022         |
| L'os ha collit unes quantes fruites per fer melmelada i la Masha es posa molt contenta. Tasta totes les fruites i juga amb els pots buits fins que posa el cap a dins d'un pot i no el pot treure. L'os mira de treure-li el pot del cap, però al final és ell que acaba amb la mà dins del pot. A més, acaba tota la melmelada per terra i l'os, enfadat, se'n va al bosc a buscar més fruita.                               |                      |                                                                                           |                        |                            |
| 7 | 7                    | «Ha arribat la primavera» «Весна для медведя»                                             | 6 de novembre de 2009  | 22 d'abril de 2022         |
| Arriba la primavera i l'os es desperta de la hibernació. Mentre corre pel bosc i fa esport per posar-se en forma, veu una ossa molt maca que es banya en un estany. Va corrents cap a casa a empolainar-se i torna a l'estany amb bombons i flors per convidar-la a sortir. Però la Masha el veu tot mudat i vol saber què passa. L'os, que veu perillar la seva aventura amorosa, fa tot el possible per desempallegar-se'n. |                      |                                                                                           |                        |                            |
| 8 | 8                    | «Anem a pescar» «Ловись, рыбка!»                                                          | 30 de setembre de 2009 | 22 d'abril de 2022         |
| L'os agafa uns quants cucs, prepara la canya i se'n va a pescar. Pel camí troba la Masha, que juga amb una pilota. Ell li fa un truc i mira despistar-la perquè no el segueixi, però la Masha l'acaba trobant i transforma el que hauria de ser una agradable jornada de pesca en un malson. Al final, l'os li fa una canya de pescar a la Masha perquè s'entretingui i es posen tots dos a pescar.                           |                      |                                                                                           |                        |                            |
| 9 | 9                    | «Truca'm, sisplau!» «Позвони мне, позвони»                                                | 1 d'abril de 2009      | 25 d'abril de 2022         |
| L'os vol mirar un partit de futbol molt important a la tele, però primer s'ha de treure de sobre la Masha, que s'ha assegut a la seva butaca i vol mirar qualsevol cosa menys el futbol. L'os li diu que se'n vagi a passejar al bosc i li deixa un mòbil perquè li truqui si li passa alguna cosa. Però la Masha no para de trucar i l'os, cansat de córrer per res, decideix no agafar més el telèfon.                      |                      |                                                                                           |                        |                            |
| 10 | 10                   | «Festa sobre gel» «Праздник на льду»                                                      | 5 d'agost de 2010      | 25 d'abril de 2022         |
| L'estany està completament glaçat. La Masha vol aprendre a patinar sobre gel, però l'os hiberna i no troba ningú que n'hi vulgui ensenyar. Tot i això, la nena no es dona per vençuda i li posa uns patins de rodes a l'os i l'empeny fins a l'estany glaçat, on es desperta. Un cop allà, a l'os no li queda cap més remei que ensenyar la Masha a patinar.                                                                  |                      |                                                                                           |                        |                            |
| 11 | 11                   | «El primer dia d'escola» «Первый раз в первый класс»                                      | 7 de setembre de 2010  | 26 d'abril de 2022         |
| S'acaben les vacances d'estiu i comença l'escola. La Masha vol anar a l'escola com els altres nens i li demana a l'os que n'hi munti una. L'os s'afanya a construir una escola i l'endemà ja la té a punt per començar les classes. La Masha s'asseu al pupitre i l'os mira d'ensenyar-li a escriure, a sumar i a llegir. Però fer-li de mestre a la Masha és bastant esgotador.                                              |                      |                                                                                           |                        |                            |
| 12 | 12                   | «Prohibit el pas!» «Граница на замке»                                                     | 13 de novembre de 2010 | 26 d'abril de 2022         |
| L'os planta pastanagues, les rega i les cuida per tenir una collita de pastanagues ben grosses. Però hi ha un conill que les vol per una altra cosa, les pastanagues. L'os es posa a fer guàrdia per evitar que el conill se les mengi, però al final s'adorm, i l'endemà li demana a la Masha que li vigili l'hort mentre ell dorm. A la Masha, al principi no li fa gaire gràcia però al final accepta.                     |                      |                                                                                           |                        |                            |
| 13 | 13                   | «Jugar a fer i amagar és més pesat del que pot semblar» «Кто не спрятался, я не виноват!» | 27 de desembre de 2010 | 27 d'abril de 2022         |
| L'os acaba de rebre una revista de mots encreuats i té ganes de jugar-hi, però resulta que la Masha vol jugar a fet i amagar. Com molts nens petits, La Masha s'amaga tapant-se els ulls, i l'os ho aprofita per anar fent mots encreuats mentre fa veure que la busca. Ara bé: quan li toca amagar-se a ell la cosa canvia i la Masha el troba s'amagui on s'amagui.                                                         |                      |                                                                                           |                        |                            |
| 14 | 14                   | «Alerta!» «Лыжню!»                                                                        | 22 de febrer de 2011   | 27 d'abril de 2022         |
| L'os es desperta a la seva butaca amb un nyanyo molt gros al cap i una copa de biatló al costat, però no s'enrecorda de què ha passat. La Masha i la llebre són al seu costat i fan cara de culpables. Cadascuna li explica a l'os la seva versió dels fets i l'os haurà de decidir quina de les dues versions és la bona i quina és la falsa.                                                                                |                      |                                                                                           |                        |                            |
| 14 | 14                   | «El cosinet» «Дальний родственник»                                                        | 21 de setembre de 2011 | 28 d'abril de 2022         |
| Un cosinet de l'os arriba en tren a veure el seu cosí. La Masha de seguida es vol fer amiga seva per jugar amb ell. Però tant l'un com l'altre són molt competitius i comencen a tenir molta rivalitat; tanta, que no són capaços de compartir res. L'os de seguida s'adona que pot aprofitar aquesta rivalitat perquè els dos l'ajudin a fer feines de casa.                                                                 |                      |                                                                                           |                        |                            |
| 15 | 15                   | «Posa't bo!» «Будьте здоровы!»                                                            | 29 d'abril de 2011     | 29 d'abril de 2022         |
| L'os està jugant la mar de bé i de cop i volta, arriba la Masha. Es fa el malalt perquè la nena el deixi en pau, però la Masha té ganes de posar en pràctica els coneixements de medicina que té. L'os està encantat de fer de pacient i de rebre totes les atencions que rep, i la Masha, que cada cop està més cansada, haurà de mirar de curar l'os com sigui.                                                             |                      |                                                                                           |                        |                            |
| 17 | 17                   | «Una recepta desastrosa» «Маша + каша»                                                    | 28 d'abril de 2011     | 2 de maig de 2022          |
| L'os està entretingut resolent jugades de dames i arriba la Masha. Al principi la pot distreure amb altres jocs, però al final, la Masha li diu que té gana. L'os li dona unes farinetes i se'n va a jugar a dames a la vora de l'estany. A la Masha, les farinetes de l'os no li fan el pes i es posa a fer-ne una bona olla ella mateixa. Però la cosa se li escaparà de les mans.                                          |                      |                                                                                           |                        |                            |
| 18 | 18                   | «Avui toca fer bugada» «Большая стирка»                                                   | 19 de setembre de 2011 | 6 de juny de 2022          |
| L'os vol aprofitar que fa un molt bon dia per fer bugada. Però ben aviat arriba la Masha i que cau dins d'un bassal enfangat. L'os fica la Masha a sota la dutxa, li renta la roba i li cus un vestit nou perquè se'l posi mentre s'eixuga l'altre. El pobre no s'imagina que la Masha s'embrutarà una pila de vegades i que li haurà de cosir un munt de vestits.                                                            |                      |                                                                                           |                        |                            |
| 19 | 19                   | «La classe del piano» «Репетиция оркестра»                                                | 22 de novembre de 2011 | 3 de maig de 2022          |
| Mentre cull bolets, l'os troba un piano de cua molt maco i se l'emporta cap a casa. L'arregla, l'afina i, content, es posa a tocar una cançó. Al cap de poc, apareix la Masha, que s'enamora del piano i li demana a l'os que li ensenyi a tocar-lo, perquè vol arribar a ser una pianista famosa. Però de seguida s'adonarà que tocar bé el piano és molt més difícil del que es pensa.                                      |                      |                                                                                           |                        |                            |
| 20 | 20                   | «Ratlles i bigotis» «Усатый-полосатый»                                                    | 24 de novembre de 2011 | 4 de maig de 2022          |
| El tigre Ratlles i Bigotis va a veure l'os, que va ser company seu al circ. Miren fotos junts i recorden els vells temps. La Masha queda encantada amb el tigre i vol que li expliqui coses del circ, però ell fa tot el possible per treure-se-la de sobre. Llavors, a la nit, el tigre es perd i després de molta estona de buscar-lo per tot arreu, la Masha el troba i la relació entre tots dos canvia.                  |                      |                                                                                           |                        |                            |
| 21 | 21                   | «Sol a casa» «Один дома»                                                                  | 3 de gener de 2012     | 5 de maig de 2022          |
| Arriben les festes de Nadal. L'os les vol passar dormint, però la Masha no ho pensa permetre, perquè per ella són unes festes d'alegria i regals. L'os, mig adormit, es posa a decorar la casa, però no té gaire sort. La Masha troba un barret màgic, es disfressa de pallasso i va pel bosc repartint regals i alegria a tots els animalons. El barret màgic també té un regal especial per l'Os.                           |                      |                                                                                           |                        |                            |
| 22 | 22                   | «No respiris» «Дышите! Не дышите!»                                                        | 5 de gener de 2012     | 5 de maig de 2022          |
| Fa bon dia, l'os es posa a collir maduixes, es troba una ossa i queden per veure's més tard. Llavors, l'os neteja tota la casa, l'endreça i fa un pastís. El decora amb gerds i maduixes, però la Masha vol la maduixa més grossa. L'os l'hi dona, però tan bon punt la nena se la menja, comença a tenir singlot. L'os prova tots els consells d'un llibre, però a la Masha li marxa el singlot.                             |                      |                                                                                           |                        |                            |
| 23 | 23                   | «La troballa» «Подкидыш»                                                                  | 6 de març de 2012      | 6 de maig de 2022          |
| Un dia, la Masha troba un ou. El porta a casa l'os i tots dos busquen de quin animal pot ser. Descobreixen que és un ou de pingüí i la Masha diu que l'han d'incubar. Quan neix el pingüí, l'os l'ha de cuidar a ell i a la Masha. Els fa el menjar i els fa un parc aquàtic petit perquè hi juguin. Però l'os s'adona que el pingüí només podrà ser feliç en un ambient més fred.                                            |                      |                                                                                           |                        |                            |
| 24 | 24                   | «Bon profit» «Приятного аппетита»                                                         | 24 d'abril de 2012     | 6 de maig de 2022          |
| El panda, el cosí de l'os, ha vingut de visita i li proposa a l'os fer un plat de cuina xinesa. Mentre fan wontons, entra la Masha empaitant una eruga i els dos ossos, que fins aquell moment estaven molt tranquils, es posen força nerviosos. Quan al final, acaben de preparar els wontons i els posen al foc, la Masha s'adona que l'erugueta no hi és.                                                                  |                      |                                                                                           |                        |                            |
| 25 | 25                   | «Abracadabra» «Фокус-покус»                                                               | 31 de maig de 2012     | 9 de maig de 2022          |
| Plou a bots i barrals i l'os aprofita per llegir una estona a la vora del foc. Però ben aviat apareix la Masha ben xopa. L'os per distreure-la, li deixa un llibre de màgia. La Masha el comença a llegir molt interessada i comença a posar uns quants trucs en pràctica. L'os s'adona que no li hauria d'haver deixat el llibre i, per poder llegir tranquil, s'amaga dins de la caixa màgica.                              |                      |                                                                                           |                        |                            |
| 26 | 26                   | «Reformes a casa» «Осторожно, ремонт!»                                                    | 24 de juny de 2012     | 9 de maig de 2022          |
| El Bigotis i Ratlles li envia a l'os una foto de tots dos i l'os la vol penjar a la paret. Però no és tan fàcil, i el que sembla que serà una cosa molt ràpida de fer s'acaba complicant i al final es transforma en una reforma de tota la casa que tampoc para de complicar-se. Al final, la Masha demanarà ajuda als animals del bosc, i tots junts, li donaran una sorpresa a l'os.                                       |                      |                                                                                           |                        |                            |

### Segona temporada
| Núm. total | Núm. de la temporada | Títol                                               | Data d'estrena         | Data d'estrena a Catalunya |
| --- | -------------------- | --------------------------------------------------- | ---------------------- | -------------------------- |
| 27 | 1                    | «Un quadro perfecte» «Картина маслом»               | 11 de setembre de 2012 | 10 de maig de 2022         |
| Fa un dia preciós d'hivern, l'os està inspirat i prepara tot el material per pintar una natura morta. La Masha el veu i li entren ganes de pintar una obra mestra. Però li sembla que la natura morta de l'os és massa avorrida i troba una font d'inspiració més bona: els animalets del bosc, que al final accepten ben contents que la Masha els pinti. Tota aquesta il·lusió acaba omplint tot el bosc.                                                                      |                      |                                                     |                        |                            |
| 28 | 2                    | «Pugem a cavall» «Ход конём»                        | 23 de novembre de 2012 | 11 de maig de 2022         |
| El tigre ve a visitar l'os i tots dos es posen a jugar a escacs. La Masha, que està jugant a hoquei amb el conill, s'interessa de seguida per aquell joc que no coneix i hi vol aprendre a jugar. De seguida es torna tota una especialista en els escacs. Els dos animals no entenen com és que una nena els guanya totes les partides amb tanta facilitat i no paren de voler-hi jugar per veure si la guanyen.                                                                |                      |                                                     |                        |                            |
| 29 | 3                    | «L'èxit del moment» «Хит сезона»                    | 11 de desembre de 2012 | 11 de maig de 2022         |
| L'os mira de conquistar la seva estimada ossa tocant-li cançons antiquades amb la guitarra, però no se'n surt. La Masha el vol ajudar, i per ensenyar-li què ha de fer, munta un grup de rock amb els animals del bosc i grava un vídeo. L'os prova d'imitar-la tocant música més moderna i al principi, sembla que a l'ossa li agrada. |                      |                                                     |                        |                            |
| 30 | 4                    | «La poció per créixer» «Витамин роста»              | 28 de febrer de 2013   | 12 de maig de 2022         |
| L'os es posa a mirar les flors del jardí i veu que les tulipes no creixen bé. En aquell moment passa l'ossa acompanyada de l'os del Tibet i, gelós, decideix fabricar una poció perquè les flors creixin ben de pressa. Però mentre treballa a l'armari que fa de laboratori, arriba la Masha, que vol donar menjar al porquet perquè creixi ben de pressa. I ella també vol créixer més...                                                                                      |                      |                                                     |                        |                            |
| 31 | 5                    | «Una bona escombrada» «Новая метла»                 | 24 d'abril de 2013     | 13 de maig de 2022         |
| La Masha i el conill estan jugant un partit d'hoquei molt emocionant. En un moment donat, el disc surt volant molt lluny i la Maixa el va a buscar, i buscant-lo, troba una escombra i pensa que per guanyar el partit, li anirà millor l'escombra que el pal d'hoquei. Però de seguida descobrirà que amb aquella escombra es poden fer altres coses, a part de guanyar partits.                                                                                                |                      |                                                     |                        |                            |
| 32 | 6                    | «Tot en família» «Когда все дома»                   | 22 de maig de 2013     | 13 de maig de 2022         |
| És hivern i el pingüí torna de visita. L'os té moltes ganes d'estar amb ell i que participi en un munt d'activitats, però el pingüí s'estima més passar l'estona jugant amb la Masha. Tot i que l'os mira d'atraure l'atenció del pingüí fent coses que es pensa que li agradaran, no se'n surt i es posa molt trist. La Masha se n'adona i se li acut una idea per arreglar-ho.                                                                                                 |                      |                                                     |                        |                            |
| 33 | 7                    | «La 'dolce vita'» «Сладкая жизнь»                   | 2 de juny de 2013      | 16 de maig de 2022         |
| Just quan l'os ja està a punt per anar a pescar, arriba la Masha i li demana que li faci l'esmorzar. Però li doni el que li doni, ella no ho vol perquè només vol menjar coses dolces. L'os, cansat i impacient perquè se li fa tard, se'n va i la deixa a casa. Llavors, la Masha aprofita per fer un munt de caramels de tots els gustos. Però després de menjar-ne tants li comencen a fer mal les dents.                                                                     |                      |                                                     |                        |                            |
| 34 | 8                    | «Dispara» «Фотография 9 на 12»                      | 27 de juliol de 2013   | 17 de maig de 2022         |
| Mentre l'os busca les ulleres per cosir uns vestits que ha estripat la Masha jugant, la Masha troba una màquina antiga de fer fotos. Es fa una foto, troba que li ha quedat molt bé i n'hi vol fer una a l'os, que amb el flaix s'espanta i cau a terra estrepitosament. Llavors, la nena se'n va a fora a fer fotos al paisatge i als animals. |                      |                                                     |                        |                            |
| 35 | 9                    | «Trapelleries» «Трудно быть маленьким»              | 31 d'agost de 2013     | 17 de maig de 2022         |
| Fa molt bon dia i el porquet es posa a nedar una estona. Quan surt de l'aigua es troba la Masha a punt per jugar amb ell a mames i papes. Al porquet, se li escapa un esternut i la Masha es pensa que està encostipat i el vol curar. Llavors, se'n va a l'ambulància a buscar la farmaciola i, sense voler, provoca un accident que farà recordar a l'os i als altres animals del bosc les trapelleries que feien de petits.                                                   |                      |                                                     |                        |                            |
| 36 | 10                   | «Dues és massa» «Двое на одного»                    | 3 d'octubre de 2013    | 18 de maig de 2022         |
| A la Masha la ve a veure la seva cosina, que es diu Dasha. Totes dues s'assemblen molt físicament però, a diferència de la Masha, la Dasha és estricta i responsable. Sense voler, la Masha fa caure la Dasha al bassal i, com que queda tota bruta de fang, li deixa un vestit seu. Vestides iguals semblen bessones. Llavors, la Masha vol presentar la seva cosina a l'os però no el troba.                                                                                   |                      |                                                     |                        |                            |
| 37 | 11                   | «Bon viatge» «Большое путешествие»                  | 11 de novembre de 2013 | 19 de maig de 2022         |
| L'os comença a fer les maletes perquè se'n vol anar de viatge. La Masha, mentrestant, vol jugar amb els animals, però ells, quan la veuen venir, s'amaguen. Enfadada, se'n va a casa l'os i veu que està a punt de marxar. L'os no té cap intenció d'emportar-se la Masha de viatge, però no se la podrà treure de sobre tan fàcilment. A més, la nena li complicarà molt la cosa, fins i tot abans de marxar.                                                                   |                      |                                                     |                        |                            |
| 38 | 12                   | «Canvi de papers» «Нынче всё наоборот»              | 20 de desembre de 2013 | 19 de maig de 2022         |
| L'os li ensenya al conill uns quants números que feia quan treballava al circ, i mentre fa malabars a dalt d'un monocicle, ensopega amb una pastanaga i cau de cap. El conill, preocupat, se'n va corrents a buscar la Masha perquè l'ajudi. Quan tots dos van a veure què li ha passat al seu amic, veuen que l'os ha canviat completament de personalitat i que s'ha tornat tan trapella i eixelebrat com la Masha. Llavors, la nena mirarà de fer-lo tornar a ser com sempre. |                      |                                                     |                        |                            |
| 39 | 13                   | «Una nit de por» «Сказка на ночь»                   | 17 de gener de 2014    | 20 de maig de 2022         |
| La Masha és a casa l'os i ha de tornar a casa seva, però plou a bots i barrals i l'os la deixa quedar-se a dormir. La Masha, però, abans d'anar a dormir, vol que li expliquin un conte, i l'os li posa la tele mentre li prepara el llit. La nena va canviant de canal fins que troba una pel·lícula de terror que no la deixarà dormir en tota la nit. |                      |                                                     |                        |                            |
| 40 | 14                   | «La bellesa és perillosa» «Красота - страшная сила» | 8 de març de 2014      | 23 de maig de 2022         |
| L'os rep una revista de bellesa. Mentre se la mira estranyat, veu que arriba l'ossa amb una revista de sudokus. Resulta que el carter s'havia equivocat. Mentre se la canvien, arriba la Masha cavalcant a dalt del porquet i cridant. L'ossa li dona la revista de bellesa perquè s'entretingui amb una cosa més tranquil·la. No s'imagina que això encara esverarà més la Masha, que s'obsessionarà per posar-se guapa.                                                        |                      |                                                     |                        |                            |
| 41 | 15                   | «El truc de la gorra» «Дело в шляпе»                | 4 d'abril de 2014      | 23 de maig de 2022         |
| L'os està desesperat perquè té una arna a casa que se l'hi menja tot. La vol fer fora com sigui però no se'n surt. Per evitar que l'arna se li mengi el que hi ha dins, treu el bagul de trucs de màgia fora de casa. Llavors arriba la Masha, l'obre i n'agafa una gorra que, com descobreix al cap de poc, té la capacitat de fer invisible el que la porta. |                      |                                                     |                        |                            |
| 42 | 16                   | «I acció!» «День кино»                              | 23 d'abril de 2014     | 24 de maig de 2022         |
| Com que no para de nevar i no pot sortir a jugar a fora, la Masha s'avorreix molt. L'os li diu unes quantes coses que pot fer, però a ella tot l'avorreix, fins que al final se li acut la idea de fer una pel·lícula i es vol posar de seguida a rodar-la. A l'os, però, li sembla que abans s'ha de fer el guió, i ell i la nena no es posen d'acord en el tipus de pel·lícula que han de fer.                                                                                 |                      |                                                     |                        |                            |
| 43 | 17                   | «Súper-Masha» «Героями не рождаются»                | 23 de maig de 2014     | 25 de maig de 2022         |
| La Masha juga a fer de superheroïna i a salvar la nina i l'osset del conill dolent. S'ho ha passat tan bé que quan acaba de jugar, se'n va a buscar els animals per salvar-los del que sigui. Però els animals no necessiten que els salvi de res i s'enriuen de la disfressa que porta. Llavors, l'os, que empaita un full de paper, es queda enganxat a la via del tren i els altres animals el volen ajudar però no se'n surten.                                              |                      |                                                     |                        |                            |
| 44 | 18                   | «Un cop a l'any» «Раз в году»                       | 24 de juliol de 2014   | 25 de maig de 2022         |
| És l'aniversari de l'os i fa una festa. Tots els animals el van a veure i li porten un regal, però la Masha no se'n recordava i improvisa un regal allà mateix. Després, perquè tothom s'enrecordi del dia del seu aniversari i li facin regals, la Masha no para de dir a tothom quants dies falten. Tot i així, quan arriba el dia de l'aniversari, sembla que tothom se n'hagi oblidat.                                                                                       |                      |                                                     |                        |                            |
| 45 | 19                   | «Un bon trencaclosques» «Запутанная история»        | 27 d'agost de 2014     | 26 de maig de 2022         |
| A l'os, li agrada molt fer trencaclosques i se'n posa a fer un. Com que té por que la Masha l'hi engegui tot a rodar, es construeix una caseta dalt d'un arbre per anar-lo a fer allà. Mentrestant, la Masha ha llegit un llibre de Sherlock Holmes amb el porquet i ara té ganes de resoldre un bon misteri. Quan arriba a casa l'os, tot està cap per avall i l'os no hi és. La nena i el porquet es posen a investigar aquest cas tan misteriós.                              |                      |                                                     |                        |                            |
| 46 | 20                   | «Febre pel ball» «Учитель танцев»                   | 2 d'octubre de 2014    | 27 de maig de 2022         |
| El panda, el cosí de l'os, ve de visita i de seguida es comença a barallar i a fer-se la punyeta amb la Masha. El porquet s'aficiona al ball i es posa fer-ne classes per la resta d'animals, però ningú en vol aprendre. Quan arriba a casa l'os, l'os li suplica que ensenyi a ballar a la Masha i al Panda. El porquet, al principi, no ho veu clar, però al final diu que sí.                                                                                                |                      |                                                     |                        |                            |
| 47 | 21                   | «Crit de victòria» «Крик победы»                    | 13 de desembre de 2014 | 27 de maig de 2022         |
| La Masha i l'os estan pescant i senten algú que fa molt soroll. L'os va a mirar què passa i veu que és l'ossa, que juga a tenis. Amb l'esperança de conquistar-la, l'os fa una pista de tenis al jardí de casa, però l'os de l'Himàlaia el repta a jugar un partit i l'os acaba lesionat. Llavors, la Masha vol jugar un partit contra l'os de l'Himàlaia, però per guanyar, haurà d'aprendre a jugar a tenis.                                                                   |                      |                                                     |                        |                            |
| 48 | 22                   | «L'os dents de sabre» «Пещерный медведь»            | 27 de març de 2015     | 30 de maig de 2022         |
| L'os vol acabar de fer el seu arbre genealògic, però no sap com. A la nit, no pot dormir i se li acudeix fer una màquina del temps per conèixer el seu primer avantpassat de la prehistòria. La màquina del temps funciona i al final, l'os coneix el seu avantpassat, l'os dents de sabre. Però també hi ha una Masha prehistòrica que no triga gens ni mica a embolicar la troca.                                                                                              |                      |                                                     |                        |                            |
| 49 | 23                   | «Programa de varietats» «Дорогая передача»          | 9 de juny de 2015      | 30 de maig de 2022         |
| L'os i el panda convoquen els animals del bosc per veure programes per satèl·lit amb l'antena i la tele que s'acaben de comprar. Al cap d'una estona, arriba la Masha, es baralla amb el panda i sense voler trenquen la tele. Perquè l'os no s'adoni que la tele està trencada i els castigui, la nena i l'osset es posen a fer programes ells mateixos fent veure que els fan a la tele.                                                                                       |                      |                                                     |                        |                            |
| 50 | 24                   | «Bona collita» «Праздник Урожая»                    | 17 de juny de 2015     | 31 de maig de 2022         |
| L'os està molt decebut perquè aquest any les carbasses de l'hort han quedat totes escarransides. L'ossa tampoc està gaire contenta. Per animar-la, a l'os se li acut organitzar una festa de disfresses i convidar-hi tots els animals del bosc. La Masha també hi vol anar, però no té cap disfressa que li agradi. Llavors, però, a dins del bagul màgic de l'os, hi troba una vareta màgica, es transforma en una fada i ho prepara tot perquè la festa sigui sonada.         |                      |                                                     |                        |                            |
| 51 | 25                   | «Ninges d'estar per casa» «Неуловимые мстители»     | 9 de juliol de 2015    | 31 de maig de 2022         |
| L'os està tip d'haver de cuidar la Masha i el panda, que no paren de fer-se la guitza i de barallar-se. Per tenir una estona lliure, se li acut agafar un cangur perquè es cuidi de tots dos. Posa un anunci oferint als candidats tot el que vulguin i s'hi presenta l'os de l'Himàlaia. Però cuidar la Masha i el panda no és una cosa tan fàcil com ell es pensa. |                      |                                                     |                        |                            |
| 52 | 26                   | «A reveure» «До новых встреч!»                      | 2 de setembre de 2015  | 1 de juny de 2022          |
| D'un dia per l'altre la Masha creix i madura, i tots els animals del bosc es queden bocabadats de la seva amabilitat i bon caràcter. La seva cosina, la Dasha, que viu a la ciutat, li diu que com que ha crescut i ha madurat, l'endemà la vindrà a buscar perquè vagi a viure amb ella. La Masha prepara l'equipatge i, al vespre, els animals del bosc li fan un sopar de comiat.                                                                                             |                      |                                                     |                        |                            |

### Tercera temporada
| Núm. total | Núm. de la temporada | Títol                                                  | Data d'estrena         | Data d'estrena a Catalunya |
| --- | -------------------- | ------------------------------------------------------ | ---------------------- | -------------------------- |
| 53 | 1                    | «Tornar a casa no és fàcil» «На круги своя»            | 28 de novembre de 2015 | 1 de juny de 2022          |
| Els animals de casa la Masha, tot i que la troben a faltar, estan força contents i tranquils, però l'os l'enyora moltíssim i està molt trist. Llavors, truquen per telèfon i és la Dasha, que diu són a l'estació i que l'os les vagi a buscar. La Masha ha començat el viatge molt bé com una persona madura i assenyada, però només ha fet falta que aparegués una mosca al tren per capgirar-ho tot.                                  |                      |                                                        |                        |                            |
| 54 | 2                    | «Tot un conte de fades» «В гостях у сказки»            | 31 de desembre de 2015 | 2 de juny de 2022          |
| Una pobra granota que no troba parella veu l'os vestit de bus i s'enamora d'ell pensant que és una granota. Mentrestant, l'os veu una gòndola vella al fons de l'estany i la vol arreglar per portar-hi l'ossa a passejar. La Masha fa una funció de titelles basada en un conte de fades, però els seus ninos no són gaire bon públic i pensa que l'ha de veure l'os.                                                                   |                      |                                                        |                        |                            |
| 55 | 3                    | «Classes de conduir» «Эх, прокачу!»                    | 26 de febrer de 2016   | 2 de juny de 2022          |
| Els llops tenen gana i, per tenir menjar, se'ls acut muntar un servei de taxi pels animals del bosc; però la seva furgoneta està molt atrotinada i ningú hi vol pujar. La Masha els vol ajudar i dissenya una furgoneta-taxi molt maca. Els llops només han de seguir les instruccions per arreglar la furgoneta vella i tot anirà sobre rodes. Però hi ha un petit problema: per seguir les instruccions s'ha de saber llegir.          |                      |                                                        |                        |                            |
| 56 | 4                    | «Una història de fantasmes» «Страшно, аж жуть!»        | 22 d'abril de 2016     | 3 de juny de 2022          |
| El porquet empaita fulles seques per posar-les en un àlbum. En veu una de molt maca, però el vent se l'emporta a l'habitació de la Masha. Llavors, el porquet demana als seus amics que l'ajudin a entrar a l'habitació, però quan ja té la fulla, arriba la Masha, i no té més remei que amagar-se. Mentre la Masha es renta les dents, prova de sortir per la finestra, però la Masha torna i, espantat, s'amaga dins de la coixinera. |                      |                                                        |                        |                            |
| 57 | 5                    | «Un sac de mentides» «На привале»                      | 25 de juny de 2016     | 3 de juny de 2022          |
| L'os vol anar al lloc on un pintor famós va pintar un quadre amb tres ossos i reproduir-lo. La Masha es vol apuntar a l'excursió i, per convèncer l'os i el panda que la deixin anar amb ells, exagera les capacitats que té. Pel camí, ella i el panda, que són molt competitius i volen ser sempre els millors en tot, comencen a dir mentides cada vegada més grosses de coses que han fet a la vida.                                 |                      |                                                        |                        |                            |
| 58 | 6                    | «Com gat i ratolí» «Кошки-мышки»                       | 26 d'agost de 2016     | 6 de juny de 2022          |
| A un ratolí que viu al bosc se li inunda la casa on viu i ha de fugir corrents. Fugint, arriba a casa l'os, la troba molt acollidora i s'hi instal·la. Mentrestant, la Masha juga a mestres amb els seus ninos. Quan l'os arriba a casa, troba el ratolí a la nevera i, molt espantat, es posa a buscar un especialista a atrapar ratolins. Però treure's de sobre un ratolí tan espavilat no serà tan fàcil com sembla.                 |                      |                                                        |                        |                            |
| 59 | 7                    | «S'ha acabat la partida» «Game over»                   | 14 d'octubre de 2016   | 7 de juny de 2022          |
| A la Masha li agrada molt un vídeojoc, però al conill també. Tots dos es barallen per fer una partida, s'empaiten i al final, arriben a casa l'os, que els pren la consola. L'os comença a jugar i de seguida s'hi enganxa, fins al punt que deixa de banda els amics, deixa de fer les feines de casa i es descuida de l'hort. La Masha, molt preocupada, demana als amics de l'os que l'ajudin.                                        |                      |                                                        |                        |                            |
| 60 | 8                    | «Al teu servei» «К вашим услугам»                      | 18 de novembre de 2016 | 7 de juny de 2022          |
| Pel seu aniversari, la Masha rep molts regals. Un regal l'hi ha enviat el panda i és un robot que es diu Mashuko i sap fer un munt de coses. Quan la Masha porta la Mashuko a casa l'os per presentar-l'hi, veu que està tot fet un desastre perquè l'os ha volgut fer les feines de casa mentre mirava la tele i s'ha distret. La Masha li aconsella que es busqui un robot que l'ajudi.                                                |                      |                                                        |                        |                            |
| 61 | 9                    | «Un conte de Nadal» «С любимыми не расставайтесь»      | 23 de desembre de 2016 | 8 de novembre de 2022      |
| La Masha guarneix l'arbre de Nadal i decora tota la casa amb garlandes de llum mentre espera que arribi el Pare Noel. Penja tot de mitjons a les parets del quarto per tenir molts regals i desa tots els joguets que té. Fins i tot desa els ninos que més li agraden en una capsa per fer lloc als joguets nous. Però a la nit, té un somni molt estrany que li fa veure el valor de les coses.                                        |                      |                                                        |                        |                            |
| 62 | 10                   | «A fer nones!» «Спи, моя радость, усни!»               | 3 de febrer de 2017    | 8 de juny de 2022          |
| S'acaba la tardor i la majoria d'animals es preparen per hibernar. La Masha, avorrida, se'n va a veure l'os, que també es posa a dormir. Veient com està la cosa, la nena també decideix posar-se a dormir, però li costa molt agafar el son. Tipa de no poder dormir, li demana a l'os que li ensenyi com s'ho fa ell per adormir-se tan de pressa, i l'os li explica una manera.                                                       |                      |                                                        |                        |                            |
| 63 | 11                   | «Sorpresa! Sorpresa!» «Сюрприз! Сюрприз!»              | 31 de març de 2017     | 8 de juny de 2022          |
| Als llops, se'ls acudeix una idea per tenir menjar cada dia: anar a una granja d'aviram i robar una gallina per tenir ous. Però s'equivoquen i s'emporten un gall... Mentrestant, la Masha ajuda el conill a pintar els ous de Pasqua, que porten joguets a dins, i a repartir-los entre tots els animals del bosc. Tothom es posa molt content menys els llops, que es pensaven que eren ous de debò.                                   |                      |                                                        |                        |                            |
| 64 | 12                   | «Els tres mashqueters» «Три машкетёра»                 | 19 de maig de 2017     | 9 de juny de 2022          |
| Mentre l'os prepara els regals per l'aniversari de l'ossa, una abella el pica al nas i arruïna les esperances que tenia de donà'ls-hi personalment. Mentrestant, la Masha, la Dasha, el panda i el porquet es disfressen de mosqueters i volen ajudar l'os a donar-li els regals a l'ossa. Però començaran a discutir entre ells i se'ls complicarà la missió.                                                                           |                      |                                                        |                        |                            |
| 65 | 13                   | «Venim en to de pau» «Есть контакт»                    | 14 de juliol de 2017   | 9 de juny de 2022          |
| Una nau espacial extraterrestre té un accident i els seus tripulants van a parar al jardí de l'os. Els extraterrestres s'han de fer una altra nau de seguida i agafen un munt de coses de casa l'os i d'altres animals del bosc. La Masha, que està entrenant el gos perquè aprengui a fer uns quants trucs, li vol ensenyar a l'os tot el que ha après el gos.                                                                          |                      |                                                        |                        |                            |
| 66 | 14                   | «Golf per tres» «Спокойствие, только спокойствие»      | 31 d'agost de 2017     | 10 de juny de 2022         |
| L'os està molt nerviós perquè la Masha i el panda no paren de barallar-se, discutir i competir entre ells. Demana als llops que l'ajudin i ells li recomanen que faci alguna cosa que el relaxi, com ara jugar a golf. A l'os li sembla que li pot anar bé i es prepara per anar a jugar a golf. Però la Masha i el panda li diuen que volen a anar amb ell.                                                                             |                      |                                                        |                        |                            |
| 67 | 15                   | «La millor medecina» «Цирк и только»                   | 13 d'octubre de 2017   | 10 de juny de 2022         |
| A la terra del pingüí, l'hivern és molt llarg i l'os convida el seu amic a casa seva, on ja ha arribat la primavera. La Masha està molt contenta perquè ja pot jugar amb els rierols que es formen quan es fon la neu. Ella i el pingüí hi fan navegar uns barcos de joguet, però la pobra Masha acaba agafant un bon refredat. No es troba gens bé, i no vol menjar res, però l'os té una medecina ideal perquè es curi.                |                      |                                                        |                        |                            |
| 68 | 16                   | «Un quartet difícil» «Квартет плюс»                    | 22 de desembre de 2017 | 13 de juny de 2022         |
| El pare de l'os ha vingut de visita i li ensenya a la Masha fotos de l'àlbum familiar. La Masha s'emociona quan veu que, fa temps, els ossos havien format un quartet i els demana que tornin a tocar junts. Però tocar en un quartet no és gens fàcil, sobretot quan els músics no s'entenen i no s'ajuden entre ells. Haurà canviat la cosa, des que els ossos eren petits? Seran capaços de tocar tots junts?                         |                      |                                                        |                        |                            |
| 69 | 17                   | «Petitons nous!» «Сколько волка ни корми…»             | 22 de febrer de 2018   | 13 de juny de 2022         |
| A la Masha li encanta jugar a fer-li de mama al porquet, però ell ja n'està tip i proposa als llops de canviar-se de casa amb ells; així, els llops podran descansar i menjar tant com vulguin, i ell podrà ser lliure sense que la Masha li digui a totes hores el que ha de fer. Però viure sol no serà ni tan fàcil ni tan agradable com el porquet s'imaginava.                                                                      |                      |                                                        |                        |                            |
| 70 | 18                   | «Estrelleta que brilles al cel» «Звезда небес»         | 12 d'abril de 2018     | 14 de juny de 2022         |
| La Masha i el panda juguen a ser astronautes. L'os li promet a l'ossa una estrella que hi ha per sobre la lluna, però no sap com fer-s'ho per agafar-la. Quan veu el coet dels petits, se li encén la bombeta i es posa a fer-ne un per arribar a la lluna i, des d'allà, agafar l'estrella. La Masha i el panda el volen acompanyar i complicaran una mica la cosa.                                                                     |                      |                                                        |                        |                            |
| 71 | 19                   | «Quina meravella de joc» «Вот такой хоккей»            | 25 de maig de 2018     | 14 de juny de 2022         |
| La Masha juga amb els ninos a un joc de taula d'hoquei, però s'avorreix molt. El que vol és jugar a hoquei de debò amb contrincants de debò i surt a buscar algú per jugar, però ni els animals de la granja ni els del bosc volen jugar a hoquei amb ella, i l'os està hibernant. Llavors, se li acut una idea, i al final, troba uns bons rivals, el que passa és que no tenen ni idea de jugar a hoquei.                              |                      |                                                        |                        |                            |
| 72 | 20                   | «Et toca a tu!» «Шарики и Кубики»                      | 6 de juliol de 2018    | 15 de juny de 2022         |
| El tigre va a veure l'os i li regala una taula de billar amb els tacs i les boles. Llavors, els dos amics organitzen un torneig de billar amb els animals del bosc i surten a anunciar-ho perquè tothom s'hi apunti. La Masha, mentrestant, juga amb el conill a un joc de taula, però el joc cau i es desmunta, i la Masha se'n va a casa l'os perquè l'ajudi a arreglar-lo, però quan hi arriba, no hi ha ningú.                       |                      |                                                        |                        |                            |
| 73 | 21                   | «Qui vols que s'ho cregui?» «Случай рыболовства»       | 17 d'agost de 2018     | 15 de juny de 2022         |
| L'os prova de pescar a l'estany mentre l'ossa i la Masha miren una revista. Però la Masha no para de comentar tot el que veu a la revista i l'os es posa nerviós perquè creu que li espanta els peixos. Enfadat, agafa la barca i se'n va a pescar a una altra banda, però allà on va, hi ha un peix que té ganes de jugar amb ell i de prendre-li el pèl... O no és un peix?                                                            |                      |                                                        |                        |                            |
| 74 | 22                   | «No fem el mico» «Вот как бывает»                      | 19 d'octubre de 2018   | 16 de juny de 2022         |
| La Masha no vol ni estudiar, ni netejar, ni endreçar, ni res. I tipa que l'os sempre li digui el que ha de fer, se'n va de casa seva. Quan surt, es troba amb una colla de micos que van amb un cotxe antic i els diu que vol anar amb ells. Al principi, li agrada molt, això de fer tota l'estona el que vol..., però arriba un moment que veu que potser no és el que li toca a ella.                                                 |                      |                                                        |                        |                            |
| 75 | 23                   | «Digne d'una reina» «Не царское дело»                  | 16 de novembre de 2018 | 16 de juny de 2022         |
| El rei lleó va a visitar l'os, i la Masha, enlluernada per la visita, segueix el rei per tot arreu i no para de dir-li que les coses que fa no són dignes d'un rei. El lleó, cansat de sentir-la, firma un document on declara que està de vacances i que, mentrestant, la Masha farà de reina en lloc seu. Al principi, la Masha n'està encantada, però de mica en mica, li puja el poder al cap.                                       |                      |                                                        |                        |                            |
| 76 | 24                   | «El món és un teatre» «Вся жизнь – театр»              | 25 de gener de 2019    | 17 de juny de 2022         |
| La Masha, la Dasha, el panda i el porquet estan avorrits i cansats de jugar sempre al mateix. La Dasha proposa fer una funció de teatre i a tots els sembla una idea estupenda, però a l'hora de decidir quin tipus d'obra han de fer, no es posen d'acord. La Dasha vol fer un drama, la Masha vol fer una òpera i el panda vol fer un ballet. Al final, decideixen fer un muntatge on es combinin les tres coses.                      |                      |                                                        |                        |                            |
| 77 | 25                   | «La volta al món en un dia» «Вокруг света за один час» | 15 de març de 2019     | 17 de juny de 2022         |
| L'os rep un bitllet per un sorteig a dins d'una revista. El premi és una volta al món en un creuer. Li toca el sorteig i el creuer surt al cap d'unes hores! Però mentre fa les maletes, la Masha i el conill entren a casa seva jugant i el bitllet se'n va volant. Mentre el conill el va a buscar, la Masha distreu l'os i li fa buscar el bitllet per tota la casa.                                                                  |                      |                                                        |                        |                            |
| 78 | 26                   | «Qui soc?» «Кем быть?»                                 | 26 d'abril de 2019     | 20 de juny de 2022         |
| La Masha s'ha adormit i arriba tard a classe. Amb les presses, anant cap a casa l'os, li passa de tot i tots els animals se n'enriuen. A classe, la Masha ha d'aprendre a triar un ofici. Ella vol tenir una feina seriosa perquè ningú se n'hi enrigui, però li costa molt triar quina: cada feina té els seus avantatges i els seus inconvenients. L'os la convenç perquè triï una feina que s'adigui amb la seva manera de ser.       |                      |                                                        |                        |                            |

### Quarta temporada
| Núm. total | Núm. de la temporada | Títol                                                 | Data d'estrena         | Data d'estrena a Catalunya |
| --- | -------------------- | ----------------------------------------------------- | ---------------------- | -------------------------- |
| 79 | 1                    | «Vull menjar coses bones» «Что-нибудь вкусненькое»    | 27 d'agost de 2020     | 20 de juny de 2022         |
| La Masha es lleva a casa de l'os i té gana, però quan l'os li posa un plat de farinetes es queixa perquè diu que sempre menja el mateix. Tampoc vol beure llet, ni menjar sopa. Al final, se'n va a veure els veïns del bosc, que segons ella, sempre tenen coses bones per menjar. Però res del que mengen els altres animals li acaba de fer el pes, i cada vegada té més gana.                                                                    |                      |                                                       |                        |                            |
| 80 | 2                    | «Una bona excursió» «Большой поход»                   | 30 de juliol de 2020   | 21 de juny de 2022         |
| La Masha veu unes fotografies d'una excursió que va fer l'os de petit amb el seu pare per anar a veure uns volcans i li diu que, en comptes d'anar a pescar com sempre, podrien anar d'excursió a veure els volcans i fer-s'hi una foto. La nena i l'os posen tot el que necessiten a la motxilla i se'n van. El camí és llarg, costerut, i ple de dificultats, però la Masha està molt il·lusionada.                                                |                      |                                                       |                        |                            |
| 81 | 3                    | «Què hi ha, aquí dins?» «Что внутри?»                 | 30 de juliol de 2020   | 21 de juny de 2022         |
| L'ossa li porta un rellotge a l'os perquè l'arregli. La Masha veu el rellotge i vol saber com és per dins, però sense voler, el desmunta tot. L'os, enfadat, la fa fora de casa. Al jardí, la Masha troba l'aspiradora i l'obre per veure què hi ha a dins. Quan la té tota desmuntada arriba el pingüí, que per culpa de les peces de l'aspiradora, té un aterratge complicat.                                                                      |                      |                                                       |                        |                            |
| 82 | 4                    | «La primera oreneta» «Первая ласточка»                | 24 de setembre de 2020 | 22 de juny de 2022         |
| La Dasha va a veure la Masha per observar els ocells migratoris de la zona. Per casualitat, el pingüí també hi ha anat de visita. La Dasha no es creu que el pingüí sigui un ocell migratori perquè no fa les coses que diu el seu llibre d'ornitologia. Però de mica en mica, s'adona que encara que visqui d'una manera molt diferent que els altres ocells, el pingüí també és un ocell migratori.                                                |                      |                                                       |                        |                            |
| 83 | 5                    | «El dia de la mel» «Медовый день»                     | 12 de novembre de 2020 | 22 de juny de 2022         |
| L'os agafa un bon pot de mel i li porta a l'ossa juntament amb un ram de flors. Però quan arriba allà on és ella, veu que l'os de l'Himàlaia se li ha avançat amb un pot més gros i un bon ram de roses vermelles. Trist, torna cap a casa i es menja tot el pot de mel. La Masha, quan arriba a casa d'ell, el troba molt trist i es pensa que és perquè se li ha acabat la mel.                                                                    |                      |                                                       |                        |                            |
| 84 | 6                    | «Pluja per tenir bolets» «Грибной дождь»              | 22 d'octubre de 2020   | 23 de juny de 2022         |
| L'os i els altres animals del bosc estan preocupats perquè no troben bolets. La Masha vol saber què és el que fa sortir els bolets. Quan l'os li explica que els bolets, per créixer, necessiten pluja, ella vol saber què s'ha de fer perquè plogui. El conill, per treure-se-la de sobre, li diu que ha de cantar una cançó, i la Masha, entusiasmada, es posa a cantar de diverses maneres i amb diversos instruments a veure si així, fa ploure. |                      |                                                       |                        |                            |
| 85 | 7                    | «La volta ciclista al bosc» «Крути педали»            | 24 de desembre de 2020 | 23 de juny de 2022         |
| L'os i la Masha passegen amb bicicleta pel bosc i, de cop, els passa l'os de l'Himàlaia molt de pressa pel costat i fa caure l'os, que s'enfada moltíssim. Veient que els dos ossos estan a punt de barallar-se, la Masha els proposa que en lloc de barallar-se facin una cursa de bicicletes. Tots dos hi estan d'acord, però el conillet i l'os de l'Himàlaia volen guanyar sigui com sigui, encara que sigui fent trampes.                       |                      |                                                       |                        |                            |
| 86 | 8                    | «El que ho troba s'ho queda» «Живая шляпа»            | 28 de gener de 2021    | 24 de juny de 2022         |
| Fan un gran descobriment al bosc! La Masha es troba un barret que camina sol: se l'emprova i descobreix que és màgic. Està molt contenta amb totes les meravelles que passen al seu voltant. Però cada objecte té un amo, i el barret, com resulta, no és l'excepció. |                      |                                                       |                        |                            |
| 87 | 9                    | «Volem aquests gerds» «Калинка Малинка»               | 25 de febrer de 2021   | 24 de juny de 2022         |
| Oh, quin gerd tan madur, dolç i amb tan bona olor! La Masha va a recollir baies, però l'os l'hi havia prohibit estrictament. Ara, ella farà el que sigui per evitar admetre que l'ha desobeït. La situació va molt lluny i tots els animals del bosc s'hi veuen involucrats. Què farà l'os? |                      |                                                       |                        |                            |
| 88 | 10                   | «Sigues educada» «День хороших манер»                 | 25 de març de 2021     | 27 de juny de 2022         |
| Hurra! És l'aniversari de l'os! Bé, és un hurra per a la Masha, però no per a ningú més: l'única cosa que l'os desitja en aquest dia és relaxar-se. Però es podrà fer realitat el seu somni quan la Masha ve de convidada a la festa? |                      |                                                       |                        |                            |
| 89 | 11                   | «L'illa del tresor» «остров сокровищ»                 | 22 d'abril de 2021     | 27 de juny de 2022         |
| L'os i el tigre juguen a dames quan, de cop i volta, apareixen la Masha i el panda, que sembren el caos. Perquè no els molestin, l'os i el tigre dibuixen un mapa del tresor. Quan la Masha i els seus fidels acompanyants el troben, se'n van en un viatge a la recerca de tresors de pirates. Què els espera a aquests valents viatgers en el seu camí?                                                                                            |                      |                                                       |                        |                            |
| 90 | 12                   | «La Masha sap el que us convé» «лучшая няня на свете» | 20 de maig de 2021     | 28 de juny de 2022         |
| La Masha i l'os salven uns conillets que havien quedat atrapats al mig del llac. Quan arriben a terra ferma, descobreixen que no saben on és la seva mare. Mentre l'os busca la mare dels conillets, la Masha els cuida, i està segura que és la millor mainadera del món perquè els petits l'adoren. |                      |                                                       |                        |                            |
| 91 | 13                   | «Qui mana?» «Кто за старшего?»                        | 17 de juny de 2021     | 28 de juny de 2022         |
| L'os necessita fer un encàrrec fora de casa i deixa la Masha, el panda i el pingüí sols. Sembla una situació d'allò més inofensiva, però qui manarà mentre l'os no hi sigui? |                      |                                                       |                        |                            |
| 92 | 14                   | «Pasta la vista» «Макароны по-флотски»                | 7 de febrer de 2022    | 4 de juny de 2025          |
| Qui és la millor cuinera del bosc? La Masha ho té claríssim i ha fet una cassola de pasta. La Dasha, però, no té gaire clar que sigui gaire bona. D'altra banda, l'os es prepara per anar a pescar. |                      |                                                       |                        |                            |
| 93 | 15                   | «Un Sant Valentí amor-ós» «Дела сердечные»            | 12 de desembre de 2021 | 8 d'agost de 2025          |
| L'os prepara un regal per guanyar-se el cor de la seva estimada ossa el dia dels enamorats: una sessió íntima i romàntica de cinema. Mentre s'arregla per portar-li el regal, apareix la Masha, que vol ajudar el seu amic. Al final, amb l'entusiasme que té la nena, la sessió de cinema que prepara l'os serà de tot menys íntima. |                      |                                                       |                        |                            |
| 94 | 16                   | «Demana un desig a l'estel fugaç» «Танцуют все»       | 1 de desembre de 2021  | 11 d'agost de 2025         |
| Ja ve Nadal, ha nevat, la Masha fa un ninot de neu i li vol ensenyar a l'os, que s'està arreglant i ha posat música de Nadal a casa. A la Masha, li agrada molt aquesta música..., potser una mica massa, i provoca un bon desastre. Per sort, gràcies a un estel fugaç, tothom acabarà tenint un bon Nadal ple de música i en bona companyia. |                      |                                                       |                        |                            |
| 95 | 17                   | «Bombera per un dia» «Тушите, не тушите»              | 27 de desembre de 2021 | 12 d'agost de 2025         |
| L'os es vol preparar una copa de maduixes amb natai no s'adona que les seves ulleres estan provocant un incendi. Quan el vol apagar amb l'extintor veu que la Masha se li ha avançat amb la mànega. A la Masha l'atrau molt aquella cosa que fa espuma i vol fer servir. L'os, llavors, per distreure-la, li regala un camió de bombers, però quan a la Masha se li fica alguna cosa al cap...                                                       |                      |                                                       |                        |                            |
| 96 | 18                   | «Mira quantes flors!» «Венок из одуванчиков»          | 22 de febrer de 2022   | 13 d'agost de 2025         |
| Mentre planta hortalisses, l'os s'adona que té tot el jardí ple de dents de lleó. La Masha no entén com és que l'os cull unes flors tan maques i després les llença, perquè a ella li encanten, les dents de lleó. Mentre l'os busca una fórmula per eliminar definitivament aquesta plaga, la Masha aprofita per engalanar amb flors tots els amics del bosc.                                                                                       |                      |                                                       |                        |                            |
| 97 | 19                   | «Belleses dorments» «Шкатулка с сюрпризом»            | 7 d'abril de 2021      | 14 d'agost de 2025         |
| Mentre l'os prepara un sopar al jardí, arriba la Masha empenyent el cotxet per demanar-li que l'ajudi a fer dormir la Rosie. L'os li dona una solució: una capseta de música amb una ballarina a dins. Però es veu que aquesta capseta de música té un efecte gairebé immediat amb tothom menys amb la Rosie. Llavors, l'os, adormit, comença a caminar somnàmbul, i la Masha ha de vigilar que no prengui mal.                                      |                      |                                                       |                        |                            |
| 98 | 20                   | «Torna-hi, torna-hi!» «Удар, ещё удар!»               | 28 d'abril de 2022     | 15 d'agost de 2025         |
| Tres micos arriben a casa l'os amb una furgoneta de firaires i el conviden a ell i a la Masha a provar l'atracció que porten, un mesurador de força. El primer premi és una bicicleta. La Masha vol guanyar el premi com sigui, però no té prou força. L'os està convençut que ell sí que podrà, però la cosa no surt com s'espera i comencen a gastar-se tot el que tenen per veure si guanyen el premi.                                            |                      |                                                       |                        |                            |
| 99 | 21                   | «Princesa o drac?» «Драконов день»                    | 18 d'agost de 2022     | 18 d'agost de 2025         |
| La Masha, la Rosie i el pingüí volen jugar a la princesa i el drac. L'os està fent creps, però com que els falta un personatge, li diuen de jugar. Han fet una torre amb neu i la Masha reparteix els papers: la princesa, el drac, el cavall i el cavaller. La Rosie vol fer de princesa, però sembla que la Masha no hi està d'acord. |                      |                                                       |                        |                            |
| 100 | 22                   | «El convidat misteriós» «Мишка на юге»                | 22 de setembre de 2022 | 19 d'agost de 2025         |
| L'os i la Masha estan jugant a hoquei i reben una trucada inquietant: algú ha entrat a casa el pingüí i hi ha fet una bona destrossa. L'os se'n va corrents cap a l'Antàrtida a ajudar-lo i la Masha va amb ell. A la caseta, veuen el que sembla un gran monstre tacat de sang, quina por! Però la Masha, sempre curiosa, investiga el cas de més a prop.                                                                                           |                      |                                                       |                        |                            |
| 101 | 23                   | «I van volar feliços» «Чудо в перьях»                 | 28 de febrer de 2022   | 20 d'agost de 2025         |
| Ja és primavera i comencen a arribar els ocells. L'os ha fet una caseta per als estornells, però arriba un colom i se la vol quedar. La Masha veu el colom, li agrada i es posa a jugar amb ell, però a l'os no li fa gens de gràcia i el fa fora, però el colom torna. |                      |                                                       |                        |                            |
| 102 | 24                   | «Revolts inesperats» «Удар, ещё удар!»                | 28 d'abril de 2022     | 21 d'agost de 2025         |
| La Masha truca a la porta de casa l'os i ell no contesta. Llavors, arriba l'ossa i veu que a la porta, hi ha una nota de l'os on hi diu que tornarà de seguida. Quan arriba, la Masha i l'ossa s'emporten una sorpresa: l'os ve amb una moto amb sidecar! Ell vol anar a fer un volt amb l'ossa ells dos sols, però la Masha també hi vol anar, i quan se li fica una cosa al cap...                                                                 |                      |                                                       |                        |                            |
| 103 | 25                   | «Una platja complicada» «Удар, ещё удар!»             | 28 d'abril de 2022     | 22 d'agost de 2025         |
| Un dia que fa molta calor, la Masha busca els seus amics i no els troba. On es deuen haver ficat? Mentrestant, l'os se'n va a pescar a un lloc que li agrada molt i veu que els animalets s'hi han posat a jugar com si fos una platja. La Masha es posa molt contenta i va corrents a banyar-se, però el socorrista és molt estricte i no para de posar-hi normes.                                                                                  |                      |                                                       |                        |                            |

### Els contes de la Masha
Es tracta d'una sèrie derivada estrenada a Netflix. En aquesta sèrie, la Masha explica a les seves joguines contes de fades russos clàssics, així com alguns contes de fades dels germans Grimm. Tanmateix, la Masha explica els contes a la seva manera (com posar un trencanous màgic que es converteix en príncep a l'hora d'adaptar La Ventafocs). També barreja la moral de les històries afegint-hi sovint un final addicional perquè encaixi amb el que explica a les seves joguines.
| Núm. total | Títol                                                                  | Data d'estrena       | Data d'estrena a Catalunya |
| --- | ---------------------------------------------------------------------- | -------------------- | -------------------------- |
| 1 | «Les set cabretes i el llop» «Волк и семеро козлят»                    | 23 de febrer de 2011 | 25 de juny de 2022         |
| El conte del llop i les set cabretes ens ensenya que sempre cal actuar amb precaució. La mare cabra surt a comprar una col. El llop es fa passar per la mare cabra i aconsegueix enganyar les cabretes, que li obren la porta. Se les menja totes menys la més menuda, que s'amaga al forn. El llop intenta entrar per la xemeneia per menjar-se-la, però acaba amb la cua socarrada i la panxa buida.                                                                                      |                                                                        |                      |                            |
| 2 | «Els cignes màgics» «Гуси-лебеди»                                      | 2 de març de 2011    | 25 de juny de 2022         |
| Cal fer cas al que ens diu la gent gran. La Lena i el seu germà Ivan, desobeint els seus pares, s'endinsen al bosc i es perden. L'Ivan, sense fer cas de la germana, beu aigua d'un bassalet que s'ha fet a la petjada d'una cabra, i s'acaba convertint en una cabreta. Una bruixa vella, quan veu la cabreta decideix menjar-se-la. L'Ivan s'escapa, però tornar a casa no serà fàcil. |                                                                        |                      |                            |
| 3 | «El conill i la guineu» «Лиса и заяц»                                  | 9 de març de 2011    | 26 de juny de 2022         |
| La guineu té una cabana molt bonica feta de gel, i el conill té una cabana feta d'escorça. Quan arriba la primavera, la cabana de la guineu es fon, i la guineu demana al conill si la pot acollir a casa seva. El conill la deixa quedar, però al cap de poc la guineu el fa fora. El conill troba diversos animals, al principi sembla que tots el volen ajudar, però... |                                                                        |                      |                            |
| 4 | «La Caputxeta vermella» «Красная Шапочка»                              | 16 de març de 2011   | 2 de juliol de 2022        |
| La Caputxeta vermella se'n va a casa de l'àvia, que està malalta i viu al bosc, per portar-li un cistell ple de pastissets de carn. Pel camí es troba el cap de galeta de gingebre i decideix portar-lo a casa de l'àvia. Al llop, que ho ha sentit tot, se li acut un pla: se'n va corrents a casa de l'àvia per arribar-hi abans que la Caputxeta. Un cop allà truca, i... |                                                                        |                      |                            |
| 5 | «El Pare gel» «Морозко»                                                | 23 de març de 2011   | 3 de juliol de 2022        |
| Una dona antipàtica té una filla i una fillastra, tracta molt bé la filla pròpia però obliga la fillastra a fer les feines més dures. Un dia, la madrastra abandona la fillastra al bosc. Allà la nena coneix el pare gel que, complagut per l'amabilitat de la nena, decideix portar-la al seu palau. La nena és molt treballadora i, abans d'anar-se'n, el Pare Gel i els 12 mesos li fan tot de regals. Quan la madrastra ho veu, envia la seva filla al bosc.                           |                                                                        |                      |                            |
| 6 | «La guineu i el llop» «Волк и лиса»                                    | 30 de març de 2011   | 9 de juliol de 2022        |
| Hi havia un pescador que vivia amb la seva dona a les muntanyes. Un dia, poc abans de Nadal, va sortir a pescar. Una guineu espavilada que es volia menjar els peixos que havia de pescar el pescador, es va ajeure al camí fent-se la morta. El pescador la va carregar al trineu i se la va endur amb ell al llac. Al cap de poc va aparèixer un llop que també volia menjar peix. |                                                                        |                      |                            |
| 7 | «Fulles i arrels» «Вершки и корешки»                                   | 6 d'abril de 2011    | 10 de juliol de 2022       |
| Un pagès comença a llaurar un camp quan se li acosta un os afamat i li demana si podrà compartir amb ell una part de la collita. El pagès li pregunta quina part de la collita voldrà, les fulles o les arrels. L'os respon que les fulles. Després llaura el camp, sembra les llavors i fa la collita. Però a l'hora de repartir-la el pagès es queda la millor part. |                                                                        |                      |                            |
| 8 | «La princesa granota» «Царевна-лягушка»                                | 22 de febrer de 2012 | 16 de juliol de 2022       |
| Un rei té tres fills. Quan són petits juguen i es diverteixen tots plegats, però els prínceps es fan grans i el rei decideix que ha arribat l'hora que es casin. Per trobar-los una núvia se li acut una idea: els porta a un camp obert, els dona un arc i una fletxa a cadascun i els diu que disparin la fletxa. Allà on anirà a parar la fletxa hi trobaran la seva futura esposa. |                                                                        |                      |                            |
| 9 | «La noia de neu» «Снегурочка»                                          | 29 de febrer de 2012 | 17 de juliol de 2022       |
| Una parella de vellets viuen al camp i se senten molt sols, perquè els seus nets viuen a la ciutat i només els venen a veure a l'estiu. Els troben molt a faltar. Un dia, al vellet se li acut la idea de fer una neta de neu. Quan l'acaben, la nena cobra vida. Els vellets es posen molt contents. La nena creix, trapella i alegre, però un dia s'acaba l'hivern i arriba la primavera.                                                                                                 |                                                                        |                      |                            |
| 10 | «En Polzet» «Мальчик-с-пальчик»                                        | 7 de març de 2012    | 23 de juliol de 2022       |
| Aquesta és la història d'un nen molt menut, però espavilat i valent. Els seus germans se'n riuen i li diuen Polzet. Primer ajuda els germans, que s'han perdut al bosc, a tornar a casa, i després ajuda el gat amb botes a derrotar un ogre. La moral del conte és que no has de ser antipàtic amb els que són més petits que tu, perquè tenen la força de derrotar qualsevol "gegant". |                                                                        |                      |                            |
| 11 | «La Havroshechka» «Крошечка-Хаврошечка»                                | 14 de març de 2012   | 24 de juliol de 2022       |
| Hi havia una noia, que es deia Havroshechka, que vivia amb la seva madrastra i dues germanastres. La madrastra l'obligava a fer totes les feines de casa, i cada dia l'obligava a fer tasques com més va més esgotadores i difícils. Per sort, la vaca de casa es va compadir de la noia i la va ajudar. Però la madrastra se'n va adonar i, enrabiada, va ordenar a la Havroshechka que portés la vaca al bosc perquè se la mengessin els llops. Mireu si n'era, de dolenta, la madrastra! |                                                                        |                      |                            |
| 12 | «El vedell de palla» «Бычок смоляной бочок»                            | 21 de març de 2012   | 30 de juliol de 2022       |
| Una parella de vellets pobres i sense família que viuen al camp se senten molt sols. La velleta proposa al marit de tenir unanimal de companyia, però com que són pobres no el podrien alimentar. Al vellet se li acut una idea: fa un vedell de palla i perquè sigui més resistent, el cobreix de quitrà. El que no s'imaginen els dos vellets és que aquell vedell els portarà moltes alegries.                                                                                           |                                                                        |                      |                            |
| 13 | «Els tres porquets» «Три поросёнка»                                    | 28 de març de 2012   | 31 de juliol de 2022       |
| Tres germans porquets se'n van anar a viure a un bosc màgic. Feien molt de brogit i eren molt trapelles, i els agradava la música. Tocaven i cantaven fent un gran escàndol fins a ben entrada la nit. La resta d'animals del bosc màgic estaven molt amoïnats perquè no podien dormir, s'acostava l'hivern i no sabien com podrien hibernar amb tot aquell daltabaix nocturn. Es van reunir i entre tots van pensar una solució.                                                           |                                                                        |                      |                            |
| 14 | «El sastre valent» «Храбрый портняжка»                                 | 4 d'abril de 2012    | 6 d'agost de 2022          |
| Un sastre molt llaminer té la casa plena de dolços i llaminadures que atreuen les mosques. Un dia, cansat de les mosques que no el deixaven en pau les va fer fora amb un drap i va escriure a la seva samarreta: em puc enfrontar a set de cop. Un gegant llegeix la frase, pensa que el sastre deu ser una persona molt forta, i el desafia a una competició per veure qui és més fort.                                                                                                   |                                                                        |                      |                            |
| 15 | «Alí Babà» «Али-Баба»                                                  | 20 de febrer de 2013 | 7 d'agost de 2022          |
| L'Alí Babà era molt pobre. El seu germà gran ho havia heretat tot, però a ell no li havia tocat res. Va decidir anar al bosc a fer llenya per vendre-la al mercat i comprar-se un pastís de carn amb el diners que en tragués. Mentre era al bosc va veure arribar una colla de lladres que van dir unes paraules màgiques i van entrar a la cova on guardaven tots els seus tresors, que havien robat.                                                                                     |                                                                        |                      |                            |
| 16 | «La Ventafocs» «Золушка»                                               | 27 de febrer de 2013 | 13 d'agost de 2022         |
| La Ventafocs voldria anar a algun dels balls que organitza el rei al palau, però no té mai temps, perquè la seva madrastra li fa fer totes les feines de casa. Un dia, el rei decideix anunciar un ball molt especial, a la Ventafocs li encantaria anar-hi, però no té cap vestit per posar-se. Llavors és quan apareix la fada bona i li diu que l'ajudarà a poder anar al ball. |                                                                        |                      |                            |
| 17 | «El califa cigonya» «Калиф-аист»                                       | 6 de març de 2013    | 14 d'agost de 2022         |
| Hi havia un califa que sovint s'asseia al costat d'una finestra del seu palau a mirar els ocells. Era un home ric i poderós, però hi havia una cosa que l'entristia moltíssim: no poder entendre què deien els ocells. Van venir tota mena de metges per curar-lo i retornar-li l'alegria. Un dia va arribar al palau un homenet que li va assegurar que sabia la manera de curar-lo. |                                                                        |                      |                            |
| 18 | «En Jack i la mongetera màgica» «Джек и бобовое зёрнышко»              | 13 de març de 2013   | 20 d'agost de 2022         |
| En Jack es vol casar, però és tan pobre que va tot apedaçat i les noies no el volen com a pretendent. La mare li aconsella que vagi al mercat, vengui la vaca i es compri un bon vestit. Quan en Jack torna, diu a la mare que ha canviat la vaca per una mongeta. La mare, enfadada, la llença per la finestra. L'endemà, al lloc on ha caigut la mongeta, hi ha una mongetera gegant. |                                                                        |                      |                            |
| 19 | «El porquerol» «Свинопас»                                              | 20 de març de 2013   | 21 d'agost de 2022         |
| Un príncep amable i a qui agraden els animals, veu una dia la princesa del regne veí. És una noia molt bonica, però força perepunyetes. Li agraden molt les joguines mecàniques, com més complicades, millor. El príncep li envia el seu millor porquet com a regal, però ella el rebutja, ofesa. Aleshores, el príncep construeix una olla màgica, es disfressa de porquerol i s'asseu en una soca on la princesa el pugui veure.                                                          |                                                                        |                      |                            |
| 20 | «En Barbablava» «Синяя Борода»                                         | 27 de març de 2013   | 27 d'agost de 2022         |
| Un home que es deia Barbablava va sortir a passejar. S'acostava l'hora de dinar i no tenia res per menjar. En una clariana al bosc va veure una caseta i va decidir trucar-hi per si li podien oferir alguna cosa per menjar. Però no va contestar ningú. Va trucar i trucar fins que, finalment, una nena amb els cabells blaus va obrir i el va convidar a beure una tassa de llet amb cacau.                                                                                             |                                                                        |                      |                            |
| 21 | «El desig del lluç de riu» «По-щучьему велению»                        | 3 d'abril de 2013    | 27 d'agost de 2022         |
| En Yemelya estava casat amb una dona gandula i manaire. Un dia, quan ell va haver acabat de fer totes les feines de casa, la dona el va enviar al riu a buscar-li aigua. En Yemelya va decidir aprofitar-ho per pescar alguna cosa, així la dona es posaria contenta. Però quan, després d'estar-s'hi una bona estona, finalment va picar un peix, va tenir un bon ensurt: aquell peix parlava com una persona!                                                                             |                                                                        |                      |                            |
| 22 | «La guineu i el corró» «Лисичка со скалочкой»                          | 19 de febrer de 2014 | 28 d'agost de 2022         |
| Una guineu es va trobar un corró al bosc i va decidir quedar-se'l pensant que tot fa profit. Quan va arribar a un poble que hi havia allà prop, va sentir cantar un gall que vivia a casa del gat i va decidir que se l'havia de cruspir tant si com no. Va enredar el gat perquè la deixés dormir a casa seva i va posar en marxa el seu pla. |                                                                        |                      |                            |
| 23 | «Farinetes de destral» «Каша из топора»                                | 26 de febrer de 2014 | 28 d'agost de 2022         |
| Un soldat afamat que torna a casa de permís troba una cabana al bosc on una vella el convida a sopar. Al principi es posa molt content, perquè té gana i espera poder-se atipar. Però un cop a dins s'adona que la vella és, de fet, una bruixa, i que el plat fort del sopar ha de ser ell! El soldat farà servir el seu enginy per convèncer la bruixa de no menjar-se'l. |                                                                        |                      |                            |
| 24 | «Ves a no sé on» «Пойди туда — не знаю куда, принеси то — не знаю что» | 5 de març de 2014    | 3 de setembre de 2022      |
| 25 | «El gallet formós» «Петушок — Золотой гребешок»                        | 12 de març de 2014   | 3 de setembre de 2022      |
| Hi havia un vell que no tenia gran cosa, però tenia un gall daurat molt bonic i simpàtic. Tots els nens del poble estaven encantats amb el gall i es passaven el dia a casa del vell jugant i cantant. Una cabra gelosa que va anar a viure prop d'allà va decidir robar el gall, portar-lo al bosc perquè els animals salvatges se'l mengessin i quedar-se la casa del vell. |                                                                        |                      |                            |
| 26 | «El cavall geperut» «Конёк-горбунок»                                   | 19 de març de 2014   | 4 de setembre de 2022      |
| A un pare amb tres fills, una nit li roben les pastanagues de l'hort. És per això que decideix posar el fill més jove a fer guàrdia, per evitar que el tornin a robar. Durant la nit, apareix un monstre, que el jovet valent aconsegueix derrotar. El monstre es rendeix, demana perdó i desapareix. Aleshores, ve un cavallet geperut que s'ofereix a fer realitat els somnis del jove.                                                                                                   |                                                                        |                      |                            |

### Les històries de por de la Masha
Les històries de por de la Masha és el segon spin-off de la sèrie. En aquesta sèrie la Masha explica al públic històries "de por" que resulten divertides i instructives. També ensenya al públic a no tenir por de res. Aquest spin-off utilitza gràfics en 3D (normal) i anime (auxiliar).
| Núm. total | Títol | Data d'estrena         | Data d'estrena a Catalunya |
| --- | --- | ---------------------- | -------------------------- |
| 1 | «El conte esfereïdor del bosc i la bestiola tímida» «Душераздирающая повесть о тёмном лесе и маленьком жучке»                       | 15 de desembre de 2014 | 24 d'octubre de 2022       |
| En un bosc tenebrós hi ha una bestiola que té molta por de la fosca. De nit li sembla veure pertot arreu monstres amenaçadors, i crida espantada. Els seus crits també espanten altres animals del bosc i no deixen dormir una fada petita que, l'endemà, morta de son, s'adorm a classe. La fada, decidida a acabar aquells crits que no la deixen dormir, una nit se'n va a veure la bestiola.                                                                    | |                        |                            |
| 2 | «El conte superesfereïdor d'un nen a qui feia por rentar-se» «Жутко-страшное предание о том, как один мальчик боялся умываться»     | 30 de desembre de 2014 | 24 d'octubre de 2022       |
| Un dia un nen va sentir dir a una senyora que, si nedaves fins als llocs prohibits, ningú se'n recordava mai més de tu. Per això va agafar por a l'aigua. A l'estiu va anar a un campament, on primer va deixar de nedar, després de rentar-se la cara al matí, i de rentar-se les mans abans de dinar, i fins i tot va deixar de dutxar-se. Fins que un dia es va adonar que s'havia transformat en un porquet!                                                    | |                        |                            |
| 3 | «Un conte autèntic i terrorífic sobre els monstres i els qui els temen» «Чудовищная быль о том, как некоторые боятся чудовищ»       | 13 de març de 2015     | 24 d'octubre de 2022       |
| Un nen entra en una fàbrica de tractors abandonada per mirar de trobar-hi una pala per al seu tractor de joguina. La fàbrica està mig enrunada, però dalt d'una torre s'hi veu un llum encès. Quan hi puja, veu un monstre espantós. Fuig corrents, cau per les escales i va a parar a un soterrani on hi ha uns monstres que juguen a dòmino. Després, entra en una mena de taller on troba un tron ple de calaveres...                                            | |                        |                            |
| 4 | «La faula accidentada d'un gat que es va perdre però el van trobar» «Тревожный сказ о потерявшемся котёнке»                         | 8 d'abril de 2015      | 24 d'octubre de 2022       |
| Un dia, un gatet va sortir de casa, però després no recordava com havia de tornar. Tenia tanta por que es va amagar sota un banc i va pensar que allà acabaria la seva vida. Al cap d'una estona es va fer de nit i va començar a tenir gana, però no s'atrevia a demanar ajuda a ningú. De sobte, va aparèixer del cel un colom missatger. | |                        |                            |
| 5 | «El malson dels nens amb el vers de Nadal» «Кошмарное поверье о новогодних стишках»                                                 | 29 d'abril de 2015     | 25 d'octubre de 2022       |
| En general, pensem que la festa que fa més por és la de Halloween, però a molts nens i moltes nenes, la festa que els fa més por que una pedregada és la nit de Nadal, quan s'han d'enfilar dalt d'una cadira i recitar el vers davant de tothom. La Masha explica la història d'una nena que, a mesura que s'acosta l'hora de recitar el poema, té cada vegada més por. Fins i tot l'ha de recitar davant del Pare Noel!                                           | |                        |                            |
| 6 | «La sinistra paràbola de la nena supersticiosa» «Мрачная притча о суеверной девочке»                                                | 1 de juny de 2015      | 25 d'octubre de 2022       |
| Una nit, la Lyusya, una nena que creu en supersticions, somnis profètics i mals presagis, té un malson en què un cocodril afamat se la menja. Quan es desperta pensa que allò és un mal presagi i aquell dia decideix no sortir de casa. Allò és l'inici d'un estiu estressant, condicionat per tota mena de supersticions i mals averanys, que l'impedeixen gaudir ni un dia de les merescudes vacances d'estiu.                                                   | |                        |                            |
| 7 | «El trist testimoni d'un mocós repel·lent» «Угрюмый завет о сопливом мальчике»                                                      | 7 d'agost de 2015      | 25 d'octubre de 2022       |
| Un nen molt patidor, que sempre té molta por d'infectar-se i d'agafar alguna malaltia, se'n va un dia amb uns amics a un estany ple de bestioles per trobar un monstre aquàtic que suposadament viu allà. Als seus amics no els fa res embrutar-se o caure a l'aigua, mentre que ell no para de patir perquè pensa que acabarà contaminant-se o que els seus amics li encomanaran alguna infecció perillosíssima.                                                   | |                        |                            |
| 8 | «La terrible història de la nena que tenia por dels animals» «Очень мрачное сказание о девочке, которая боялась зверушек»           | 6 d'octubre de 2015    | 25 d'octubre de 2022       |
| Una nena que té por de tots els animals surt un dia a passejar. Veu un ratolí i, molt espantada, s'enfila dalt d'un arbre, però arriba un gat i el ratolí, molt espantat, també s'enfila a l'arbre. Poc després arriba un gos, i llavors és el gat que, esporuguit, també s'enfila a l'arbre, mentre el ratolí i la nena fugen més amunt. Però el gos també té por d'un altre animal...                                                                             | |                        |                            |
| 9 | «La història horripilant d'una àvia i el seu net» «Ужасающая история про бабушку и внучка»                                          | 18 de desembre de 2015 | 26 d'octubre de 2022       |
| Sovint els nens tenen por, però de vegades els grans també en tenen. Hi havia una àvia que li feia molta por que el que ella cuinava no agradés al seu net. El nen rebutjava sempre tots els plats que ella li preparava, i fins i tot un dia va esclafar un tomàquet contra la paret! Però, de sobte, el nen es va adonar que la seva àvia havia desaparegut! | |                        |                            |
| 10 | «Una història trista i desesperada sobre un error històric» «Полный отчаяния миф об исторической ошибке»                            | 30 de gener de 2016    | 26 d'octubre de 2022       |
| A l'Archie li fan moltíssima por els exàmens. Quan a l'escola li posen un examen d'història l'Archie comença a tremolar, no li agrada gens la història, ni haver de memoritzar noms i dates. Mira d'estudiar però s'adorm. Llavors se li acut una idea: farà veure que s'ha posat malalt, així no haurà d'anar a l'escola i tampoc haurà de fer l'examen. Però al cap de poc apareix a la seva habitació un metge...                                                | |                        |                            |
| 11 | «La llegenda de l'insuportable pànic als insectes» «Панически невыносимая легенда о букашках»                                       | 22 de març de 2016     | 26 d'octubre de 2022       |
| A l'Anyuta li fan por tots els insectes i les bestioles petites. Un dia, la seva mare li demana que l'ajudi a fer les feines de casa, però sempre hi ha una bestiola o altra que l'hi impedeix. Una aranya a l'armari on hi ha l'aspiradora, un escarabat a la galleda de les escombraries, una papallona al balcó volant vora les plantes... Però seu germà petit l'ajudarà a superar aquesta por.                                                                 | |                        |                            |
| 12 | «La inquietant història sobre la Baba-Iaga» «Тревожный сказ про Бабку-Ёжку»                                                         | 6 de maig de 2016      | 26 d'octubre de 2022       |
| A en Paixa li feien molta por els dolents dels contes de fades. Un dia va anar al bosc d'acampada amb els companys de classe. Però ell no ho tenia gens clar, deia que allà hi vivia la Baba-Iaga, en una cabana amb potes de gallina, que no els deixaria en pau, que els rostiria i se'ls menjaria. De cada cosa dolenta que els passava, en culpava la Baba-Iaga                                                                                                 | |                        |                            |
| 13 | «La sinistra història d'un mal de panxa i una nena que tenia por dels metges» «Зловещая Сага о девочке, которая боялась докторов»   | 1 de juny de 2016      | 27 d'octubre de 2022       |
| La Sima era una nena que tenia molta por dels metges. No li agradava que li donessin medecines amargants o que li fessin treure la llengua per ficar-li una cullera a la boca. Tampoc suportava la idea d'anar a un hospital. Un vespre, la Sima va fer sopar amb plastilina per les seves nines, i ella també se'l va menjar. Aquella nit li va començar a fer molt mal la panxa.                                                                                  | |                        |                            |
| 14 | «La fantàstica història d'un eriçó, un nen i uns humanoides verds» «Фантастический рассказ, о ёжике, мальчике и зелёных гуманоидах» | 21 de juliol de 2016   | 27 d'octubre de 2022       |
| A un nen li agraden molt les històries d'alienígenes però alhora té por que se'l vinguin a emportar i de nit s'amaga sota la manta per llegir. Una nit molt fosca sent que algú entra a la seva habitació. El nen té molta por, però de sobte s'encén el llum i veu que només és un eriçó, que ha entrat atret pels caramels. El nen i l'eriçó es fan amics, però una nit, l'eriçó desapareix.                                                                      | |                        |                            |
| 15 | «L'espantosa història real d'un nen que va canviar d'escola» «Ужасная быль о том, как мальчика перевели в другую школу»             | 16 de setembre de 2016 | 27 d'octubre de 2022       |
| En Seryozha no pot anar a l'escola perquè hi fan obres i. mentrestant, ha d'anar a una escola nova. Li fa por pensar com serà; se la imagina mig en ruïnes, molt bruta, amb mestres monstruosos i alumnes també monstruosos que estudien coses molt difícils i fastigoses. La classe d'esports també serà terrorífica, i l'obligaran a fer la ronda nocturna per evitar que les rates ho envaeixin tot.                                                             | |                        |                            |
| 16 | «La terrible història del pastor de vaques damunt la soca» «Жуткая байка про пастушка на пеньке»                                    | 31 d'octubre de 2016   | 27 d'octubre de 2022       |
| En Senya, un home a qui li feia molta por endinsar-se al bosc, tenia una gossa que s'estimava molt, la Princesa. Un dia, la Princesa es va menjar un tall de carn d'en Senya, i com que tenia por que en Senya s'enfadés, va fugir corrent al bosc. En Senya, malgrat la por que li feia endinsar-se al bosc, va tancar els ulls i va anar a buscar-la. De cop i volta, es va adonar que s'havia perdut.                                                            | |                        |                            |
| 17 | «La història d'una bicicleta fantasma que us farà venir calfreds» «Приводящая в трепет сага о велосипеде-призраке»                  | 13 de gener de 2017    | 28 d'octubre de 2022       |
| A mesura que s'acosta el seu aniversari, en Goixa està cada vegada més preocupat, perquè com a regal li han promès una bicicleta, i a ell les bicicletes li fan pànic! La seva àvia sempre mira de protegir-lo de qualsevol perill, cosa que fa que vegi les bicicletes com uns monstres esfereïdors, indomables i perillosíssims! De nit, la bicicleta se li apareix, amenaçadora. Finalment arriba el dia del seu aniversari.                                     | |                        |                            |
| 18 | «Una història esgarrifosa sobre els contes de por» «Страшная страшилка о страшилках»                                                | 17 de març de 2017     | 28 d'octubre de 2022       |
| Un nen molt actiu arriba a un campament d'estiu. No para de saltar i córrer en tot el dia, i sembla que no es cansa mai. Al vespre, quan els seus companys es fiquen al llit, no té son i decideix explicar-los una història de por sobre una mà negra, un fantasma i un taüt amb rodes. Quan acaba, els seus companys de dormitori estan morts de por, però ell es posa a dormir tan tranquil. Tan tranquil...? No!                                                | |                        |                            |
| 19 | «Una història esfereïdora sobre els invents útils» «О полезных изобретениях»                                                        | 28 d'abril de 2017     | 28 d'octubre de 2022       |
| En Grinko és un nen que ha mirat moltes històries de por a la televisió sobre un geni, en MegaCervell, que conquereix el món amb uns monstres mecànics esfereïdors. Això fa que comenci a agafar por a totes les màquines que veu, fins i tot a les atraccions del parc d'atraccions! Quan després de l'estiu torna a començar el curs la tutora l'apunta a una activitat anomenada Mans Hàbils.                                                                    | |                        |                            |
| 20 | «Una història tenebrosa sobre els somnis més foscos» «Мрачная новелла о мрачных сновидениях»                                        | 23 de juny de 2017     | 28 d'octubre de 2022       |
| En Tolik és un nen que està enganxat als jocs d'ordinador de disparar. Quan és a casa hi juga amb l'ordinador, i quan és fora de casa hi juga amb la tauleta o amb el mòbil. S'ho passa d'allò més bé, disparant contra els monstres amb tota mena d'armes. Però una nit té un malson: els monstres el comencen a empaitar, molt enrabiats, perquè, amb les armes, ha destruït les seves cases i el seu entorn.                                                     | |                        |                            |
| 21 | «Una terrible llegenda de llamps i trons» «Грозная песнь о громе и молнии»                                                          | 21 de juliol de 2017   | 31 d'octubre de 2022       |
| En Vanya, un nen a qui fan molta por els llamps i els trons, està assegut en un parc bevent un refresc. Fa molta calor i pensa que donaria el que fos, fins al mòbil i la consola de jocs, perquè plogués una mica i refresqués. De sobte, comença a caure una tempesta fortíssima i apareix en Koschey, el rei dels contes de fades, disposat a reclamar a en Vanya el que ha promès.                                                                              | |                        |                            |
| 22 | «La terrible veritat sobre els que tenen por de ser petits» «Чудовищная правда о том, как страшно быть маленьким»                   | 22 de setembre de 2017 | 31 d'octubre de 2022       |
| Hi havia un nen que li feia moltíssima por ser petit. Li feia por que la seva mare es deixés l'aixeta de la banyera oberta i la banyera es convertís en un mar enfurit, no poder obrir la nevera en un moment d'emergència, o no poder desenganxar-se tot sol d'un grumoll de quitrà a terra. Però un dia, va trobar pel carrer un gatet molt menut que el va ajudar a perdre la por.                                                                               | |                        |                            |
| 23 | «La història horripilant d'un alegre esdeveniment» «Леденящая кровь эпопея о радостном событии»                                     | 10 de novembre de 2017 | 31 d'octubre de 2022       |
| En Phylia és a la seva habitació mirant dibuixos animats i prenent te dolç amb dònuts per berenar, quan entren els seus pares per dir-li que aviat tindrà una germaneta. A ell li feia més il·lusió tenir un gos o un gat, i la notícia de tenir una germaneta de sobte li fa moltíssima por. Té por que li prengui el lloc, les coses, les joguines, i que els seus pares ja no el necessitin.                                                                     | |                        |                            |
| 24 | «La història monstruosa sobre ser alt o baix» «Чудовищные россказни о высоком и низком»                                             | 1 de desembre de 2017  | 31 d'octubre de 2022       |
| En Marcus és una girafa petita que viu amb els seus pares a la sabana. Amb el temps va creixent, fins que un dia s'adona que s'ha fet molt alt i agafa por a les altures. Per evitar el vertigen comença a caminar amb el cap baix, a tocar de terra, però això fa que no vegi per on camina. De sobte es comença a fer fosc i en Marcus no sap on son els pares.                                                                                                   | |                        |                            |
| 25 | «Un incident espantós al circ» «Пугающее происшествие в цирке»                                                                      | 26 de gener de 2018    | 1 de novembre de 2022      |
| Hi havia un pallasso que treballava en un circ. Era molt bo i molt divertit, però li passava una cosa ben curiosa: quan es feia fosc, abans de començar la funció, se'l veia angoixat i molt nerviós, com si hi hagués alguna cosa que li fes molta por. Fins que un dia el pallasso va desaparèixer i no va sortir durant l'espectacle. Al principi ningú se'n va adonar, però quan ja s'acabava la funció, la canalla va començar a cridar que sortís a la pista. | |                        |                            |
| 26 | «Un incident espantós al circ» «Пугающее происшествие в цирке»                                                                      | 26 de gener de 2018    | 1 de novembre de 2022      |
| Hi havia un pallasso que treballava en un circ. Era molt bo i molt divertit, però li passava una cosa ben curiosa: quan es feia fosc, abans de començar la funció, se'l veia angoixat i molt nerviós, com si hi hagués alguna cosa que li fes molta por. Fins que un dia el pallasso va desaparèixer i no va sortir durant l'espectacle. Al principi ningú se'n va adonar, però quan ja s'acabava la funció, la canalla va començar a cridar que sortís a la pista. | |                        |                            |
| 27 | «La sorprenent història d'una nena a qui li feia por tot» «Шокирующая история про девочку, которая всего боялась»                   | 16 de març de 2018     | 2 de novembre de 2022      |
| Hi ha una nena a qui li fa por tot, les il·lustracions dels llibres, el que veu per la finestra..., fins i tot el seu nòrdic! Sempre s'imagina que li poden passar coses terribles i esfereïdores: els objectes i els animals es giren contra seu i l'ataquen. Un dia, asseguda en un banc del parc, des d'on mira un gat i un gos que li fan molta por, s'espanta quan veu un nen que surt d'entre uns matolls.                                                    | |                        |                            |

### Les cançons de la Masha
Les cançons de la Masha és el tercer spin-off de la sèrie animada. Al començament havia estat la quarta temporada numerada. En aquest spin-off, la Masha viatja a diferents països i canta cançons amb melodies populars locals. En total, la Masha visita 13 països.
| Núm. total | Títol                                                                      | Data d'estrena         | Data d'estrena a Catalunya |
| --- | -------------------------------------------------------------------------- | ---------------------- | -------------------------- |
| 1 | «On a tothom li agrada cantar» «Там все любят петь»                        | 31 de maig de 2019     | 20 de gener de 2023        |
| La Masha vol ser una gran cantant lírica i fer una gira per tot el món, però arriba a casa l'os i sense voler li destrossa l'hort. Llavors, ell la posa a regar les cols. Mentrestant, canta sobre com li agradaria convertir-se en una 'prima donna' i actuar en teatres d'òpera. Però convertir-se en cantant d'òpera és molt difícil, cal treballar molt, anar a poc a poc i aprendre moltes coses.                                                    |                                                                            |                        |                            |
| 2 | «Rosa a la moda» «Последний писк моды»                                     | 5 de juliol de 2019    | 20 de gener de 2023        |
| A la Masha li interessa molt la moda de París. Es mira les revistes de moda i les comenta amb les seves nines. Un dia veu com la porqueta surt de l'aigua tota tacada, com si anés amb un vestit de lleopard. Troba que no va gens a la moda i pensa que li cal un canvi d'imatge. Per fer-lo només necessita la màquina de cosir que té l'os a casa seva.                                                                                                |                                                                            |                        |                            |
| 3 | «Practicar de petit. Das ist gut!» «Терпение и труд — das ist gut!»        | 26 de juliol de 2019   | 20 de gener de 2023        |
| La Masha està cansada de practicar les escales al piano, i vol tocar alguna cosa més divertida. L'os li ofereix diferents partitures, i també hi ha un llibre de contes dels germans Grimm que parla dels músics de Bremen, una ciutat d'Alemanya. A l'episodi també surten altres personatges de contes infantils, com la Rapunzel, o la Ventafocs. Al final, la Masha aconsegueix fer bé una escala i acaba tocant un fragment d'una peça molt difícil. |                                                                            |                        |                            |
| 4 | «No es treballa. Anem al carnaval!» «Делу время, а карнавал раз в год!»    | 29 d'agost de 2019     | 20 de gener de 2023        |
| L'os rep un telegrama que anuncia l'arribada d'una visita inesperada: la Rosita, una mona brasilera, que havia treballat amb l'os al circ. Quan l'ossa se n'assabenta, s'enfada, una mica gelosa. La Rosita està de gira mundial i s'atura una estona per fer una visita a l'os. L'arribada de la Rosita porta l'alegria imparable del Carnaval brasiler a tots els animals. Però el carnaval pot arribar a ser esgotador.                                |                                                                            |                        |                            |
| 5 | «El secret de la Mashuko» «Секрет Машуко»                                  | 26 de setembre de 2019 | 20 de gener de 2023        |
| La Mashuko, la nina-robot de la Masha, de sobte s'atura i no funciona. La Masha pensa que està malalta i primer li vol donar mel per curar-la, la millor medecina. Després pensa que potser s'enyora de seu país i li canta una cançó que parla de coses que passen al Japó, però tampoc no funciona. La solució perquè torni a funcionar és, de fet, molt més senzilla que no sembla.                                                                    |                                                                            |                        |                            |
| 6 | «Des d'Anglaterra amb amor» «Из Англии с любовью»                          | 31 d'octubre de 2019   | 20 de gener de 2023        |
| Una ovella s'ha perdut en la boira i els llops, molt afamats, se la volen menjar. La Masha, disfressada de Robin Hood, ho impedeix. L'ovella és d'Anglaterra, un país amb molta boira, amb una llarga història de castells, cavallers i batalles importants i, és clar, amb el te de les cinc! La Masha se'n va a visitar l'os i li demana que l'ajudi a trobar la manera de portar l'ovella a casa seva.                                                 |                                                                            |                        |                            |
| 7 | «Bon any nou... una altra vegada» «Опять Новый год!»                       | 5 de desembre de 2019  | 20 de gener de 2023        |
| La Masha va a veure l'os per explicar-li que arriba l'Any Nou i que l'han de celebrar. Però és l'11 de febrer i l'os no se la creu. I de fet sí, que comença l'any nou... l'Any Nou xinès. L'os, que ja dormia, es desperta amb el soroll dels focs artificials i s'espanta pensant que hi ha un incendi. Va corrents a casa la Masha, on tothom celebra l'arribada de l'Any Nou xinès.                                                                   |                                                                            |                        |                            |
| 8 | «Испанские мотивы»                                                         | 13 de febrer de 2020   | Sense anunciar             |
| 9 | «Quan els cactus floreixen» «Когда цветут кактусы»                         | 19 de març de 2020     | 20 de gener de 2023        |
| Sembla que l'hivern no s'hagi d'acabar mai, però, de sobte, a casa la Masha un cactus floreix. La Masha, convençuda que aquella flor anuncia l'arribada de la primavera, porta el cactus a casa de l'os per ensenyar-l'hi. A casa de l'os encara fa molt de fred, però d'una funda de guitarra treu un ponxo, barrets mexicans, una guitarra i una ampolleta de salsa picant que porta escalfor a tot el que toca.                                        |                                                                            |                        |                            |
| 10 | «Gairebé una història de la Grècia antiga» «Почти древнегреческая история» | 16 d'abril de 2020     | 20 de gener de 2023        |
| Mentre l'os pesca al llac glaçat, arriben els llops amb l'ambulància, que se'ls queda aturada i no la poden engegar. L'os, tip del soroll que fan, decideix anar-se'n amb el cistell ple de peixos que ha pescat. Quan el veuen, els llops, sempre afamats, decideixen posar-se a pescar. Però pesquen un gerro grec. Quan la Masha el veu, els diu que és una obra d'art i que l'han de portar a un museu.                                               |                                                                            |                        |                            |
| 11 | «Contes d'Orient» «Восточные сказки»                                       | 21 de maig de 2020     | 20 de gener de 2023        |
| L'os se'n va a pescar. En comptes d'un peix pesca una llàntia màgica amb un geni dins. El geni, content perquè l'os l'ha alliberat, promet complir tots els seus desitjos. Quan la Masha s'hi fica pel mig, el geni l'envia damunt d'un nenúfar del mig de l'estany. El geni canta a l'os les meravelles dels contes de fades orientals. Un peix màgic veu la Masha plorant a l'estany i decideix ajudar-la.                                              |                                                                            |                        |                            |
| 12 | «Una vegada al salvatge oest» «Однажды на диком западе»                    | 25 de juny de 2020     | 20 de gener de 2023        |
| La casa de l'os s'ha convertit en un 'saloon', i l'os, en un xèrif del salvatge Oest. Els llops i l'os de l'Himàlaia, buscat per la justícia, tanquen l'os a la presó i obliguen la porqueta a fer-los de criada. Quan la Masha ho veu decideix parar-los els peus. Es vesteix de vaquera, i travessa tots els Estats Units per anar a ajudar el seu amic, que està en un destret.                                                                        |                                                                            |                        |                            |
| 13 | «La flauta màgica» «Чай со слоном»                                         | 30 de juliol de 2020   | 20 de gener de 2023        |
| El tigre arriba per sorpresa a casa de l'os, el seu gran amic. S'ha convertit en iogui braman i en un gran artista de la flauta, amb la qual fa coses extraordinàries, com ara fer volar la Masha o fer aparèixer un munt de fruita de menes diverses. Sense voler, la Masha trepitja la flauta i la trenca. Quan vol tocar-la, els resultats són d'allò més estranys. L'os i el tigre intenten reparar la flauta.                                        |                                                                            |                        |                            |